# Jakob Ragaz
Jakob Ragaz (* 29. September 1846 in Tamins; † 27. Mai 1922 in Tamins) war ein Schweizer Architekt.

## Leben

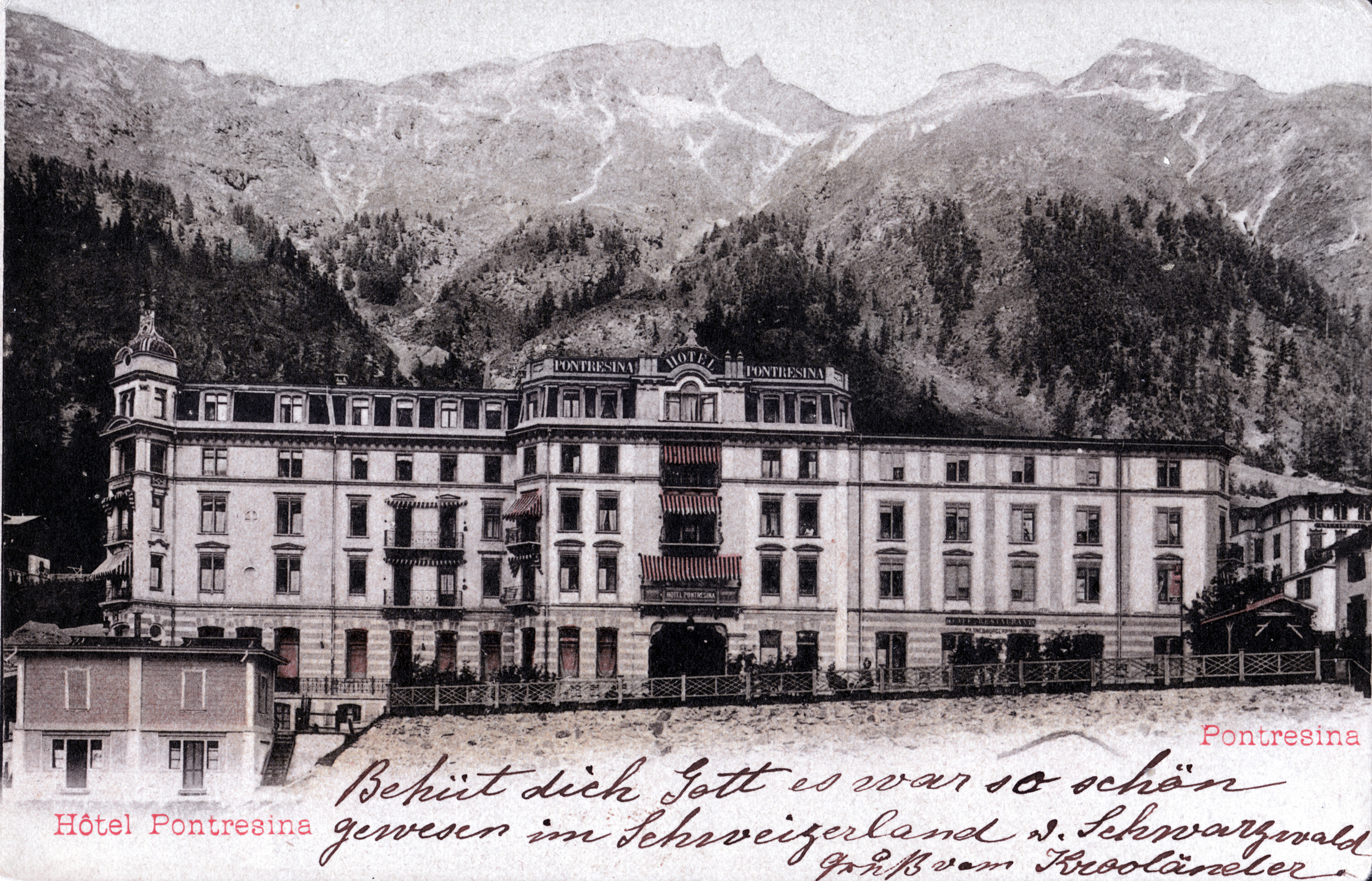
Hotel Pontresina, Pontresina. Rechts der Bau von 1881, links die Erweiterung von 1895

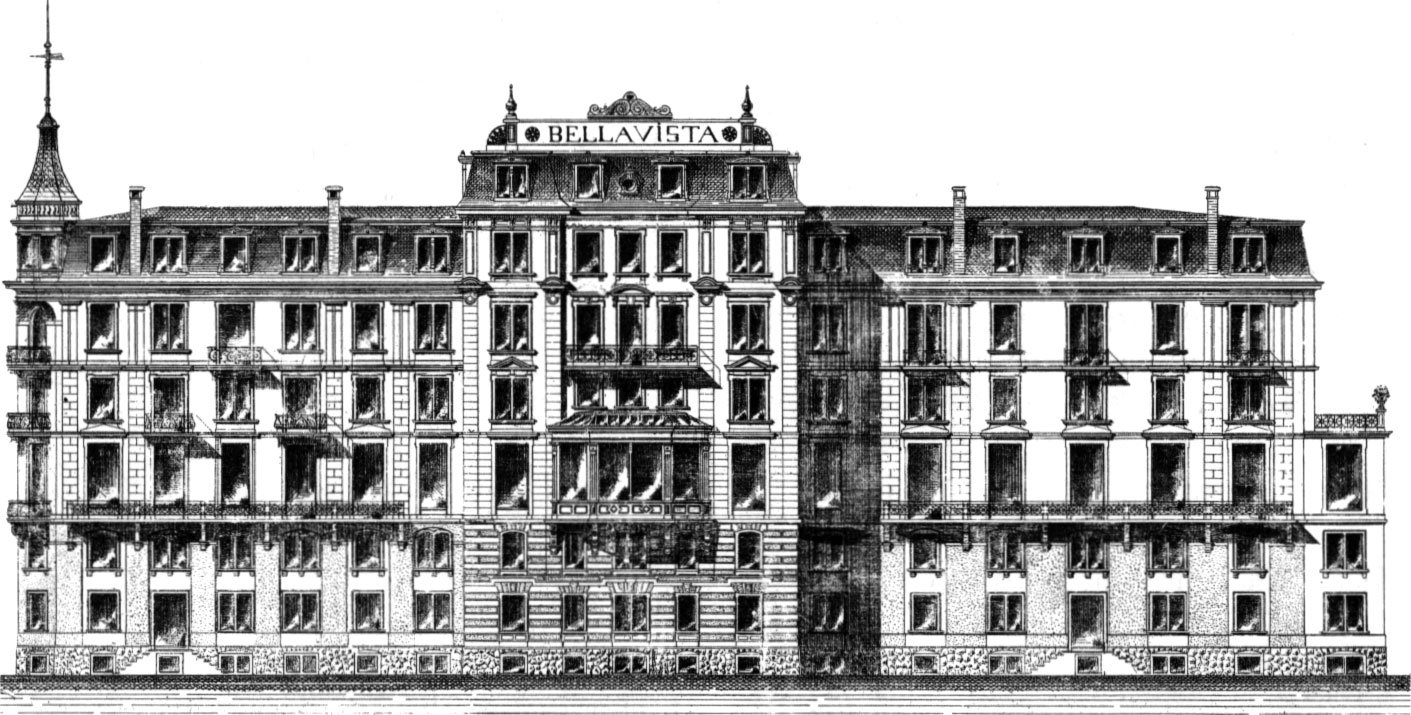
Entwurf der Fassade des Hotels Kronenhof und Bellavista

Jakob Ragaz stammte aus einer Handwerkerfamilie aus Tamins. Er besuchte die Kantonsschule in Chur und studierte anschliessend an den Polytechnischen Schulen in Stuttgart und München. Der frischgebackene Architekt erhielt 1866 seinen ersten Auftrag im Engadin, wo sein Vater Linhard Ragaz in den 1840er Jahren als Zimmermann gearbeitet hatte. In Samedan übernahm er die Bauleitung für das Hotel Bernina, das der Zürcher Architekt Johann Jakob Breitinger entworfen hatte.
Die gute Baukonjunktur im Engadin – der aufkommende Tourismus versprach viele Bauaufträge – veranlasste ihn, sich in Samedan niederzulassen. Gemeinsam mit seinem Bruder Georg Ragaz (* 16. Oktober 1857 in Tamins; † 12. Januar 1909 in Chur) gründete er dort das Baugeschäftes Gebrüder Ragaz. In der Firma übernahm Georg als Zimmermann wohl eher die praktischen Arbeiten wie die Bauführung, während der Architekt Jakob die gestalterischen Aufgaben abdeckte.
Mit ihren spätklassizistischen Hotel- und Villenbauten wie den Hotels Saratz, Pontresina (heute Sporthotel Pontresina), Languard und Enderlin sowie den Villen Ludwig und Gredig prägten sie die Veränderung des Ortsbildes von Pontresina vom Dorf zum Fremdenkurort zwischen 1870 und 1890 wesentlich. Ab den 1890er Jahren erweiterten sie die meisten dieser Hotels – es galt, mit der Konkurrenz im nahegelegenen St. Moritz gleichzuziehen und die gestiegenen Ansprüche der Gäste zu befriedigen – in Formen des Neobarock und der Neurenaissance. Besonders bedeutend ist die Erweiterung des Hotels Kronenhof und Bellavista 1896 bis 1898 zur heutigen Dreiflügelanlage.
Nach dem Tod von Georg 1909 übernahm 1912 die Firma Koch, Vonesch & Co. in Samedan das Baugeschäft. Jakob Ragaz kehrte nach Tamins zurück, wo er 1922 starb.
Seinen Nachlass verwahrt das Staatsarchiv des Kantons Graubünden in Chur.

## Werke
- 1873 Haus Frizzoni, Samedan
- 1873–75 Hotel Saratz, Pontresina
- 1876 Erweiterung des Hotels Roseg, Pontresina, um die Dependance Belmunt; 1887 Anbau eines neuen Speisesaals; 1896/97 Aufstockung
- 1875/76 Hotel Languard, Pontresina; Erweiterung 1895; abgebrochen 1998
- 1878 Villa Jenny, Bever
- 1880 Villa Ludwig, Pontresina
- 1885 Villa Gredig, Pontresina
- 1881 Hotel Pontresina (heute Sporthotel), Pontresina; Erweiterung 1895
- 1884 Hotel Enderlin (heute Schlosshotel), Pontresina
- 1887 Versetzung des Kirchturms der Pfarrkirche San Niculò, Pontresina
- 1896–1898 Erweiterung Hotel Kronenhof und Bellavista, Pontresina
- 1900 Erweiterung Hotel Weisses Kreuz um Dependance Parkhaus, Pontresina
- 1903/1904 Aufstockung Hotel Bernina, Samedan

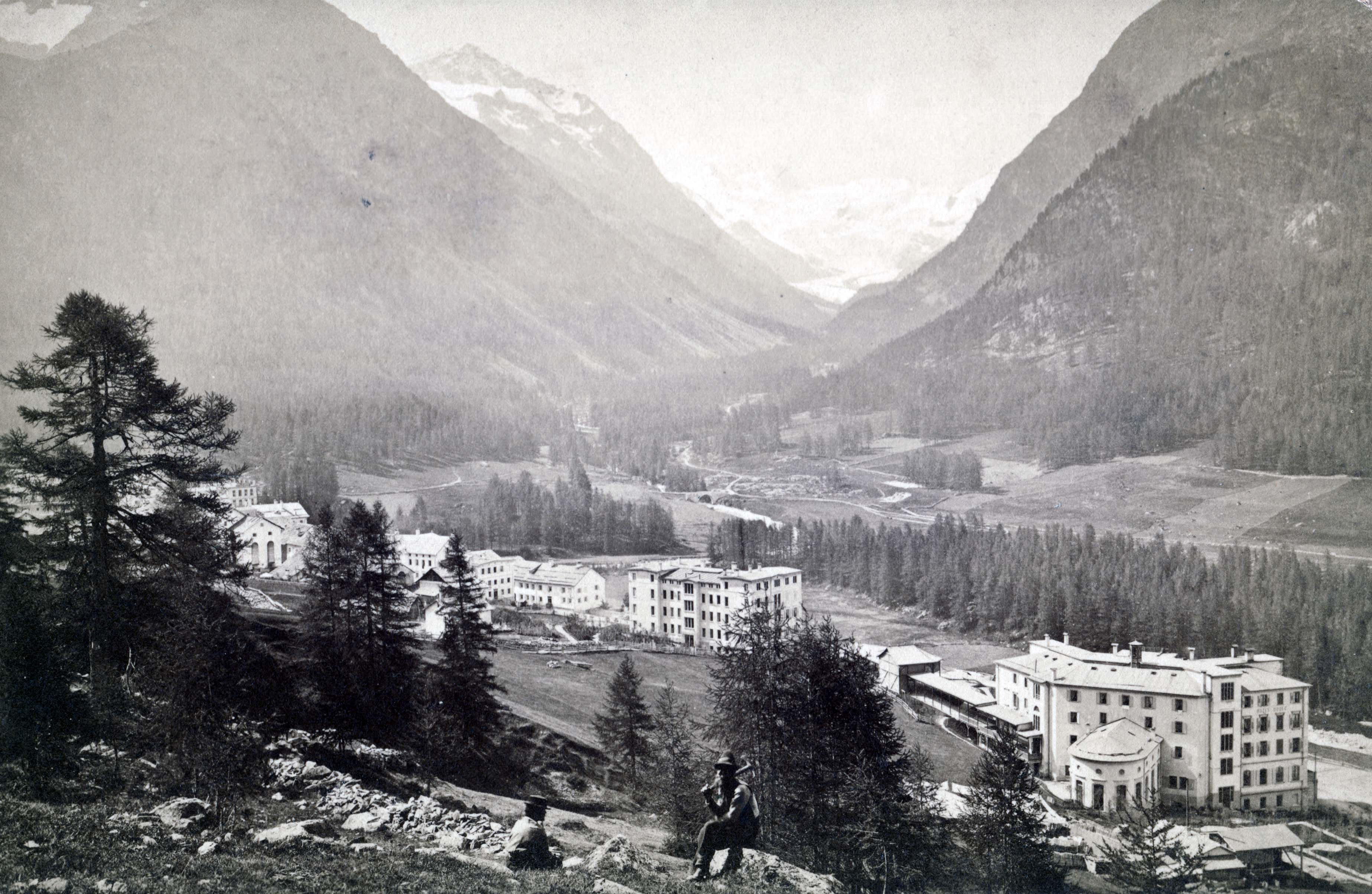
Hotel Roseg in Pontresina, Verbindungsgalerie und Dependance Belmunt um 1881.
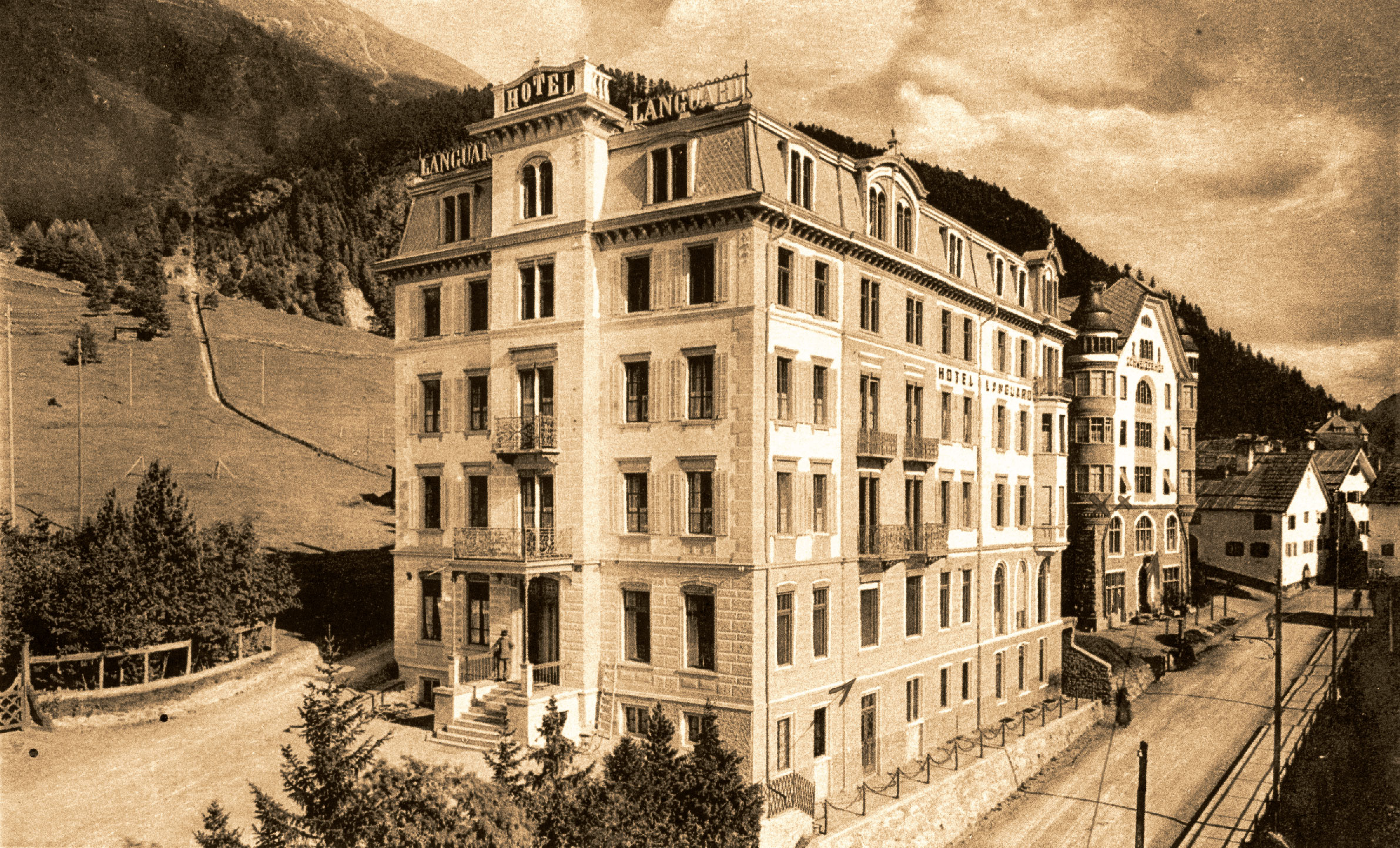
Hotel Languard, Pontresina, um 1900
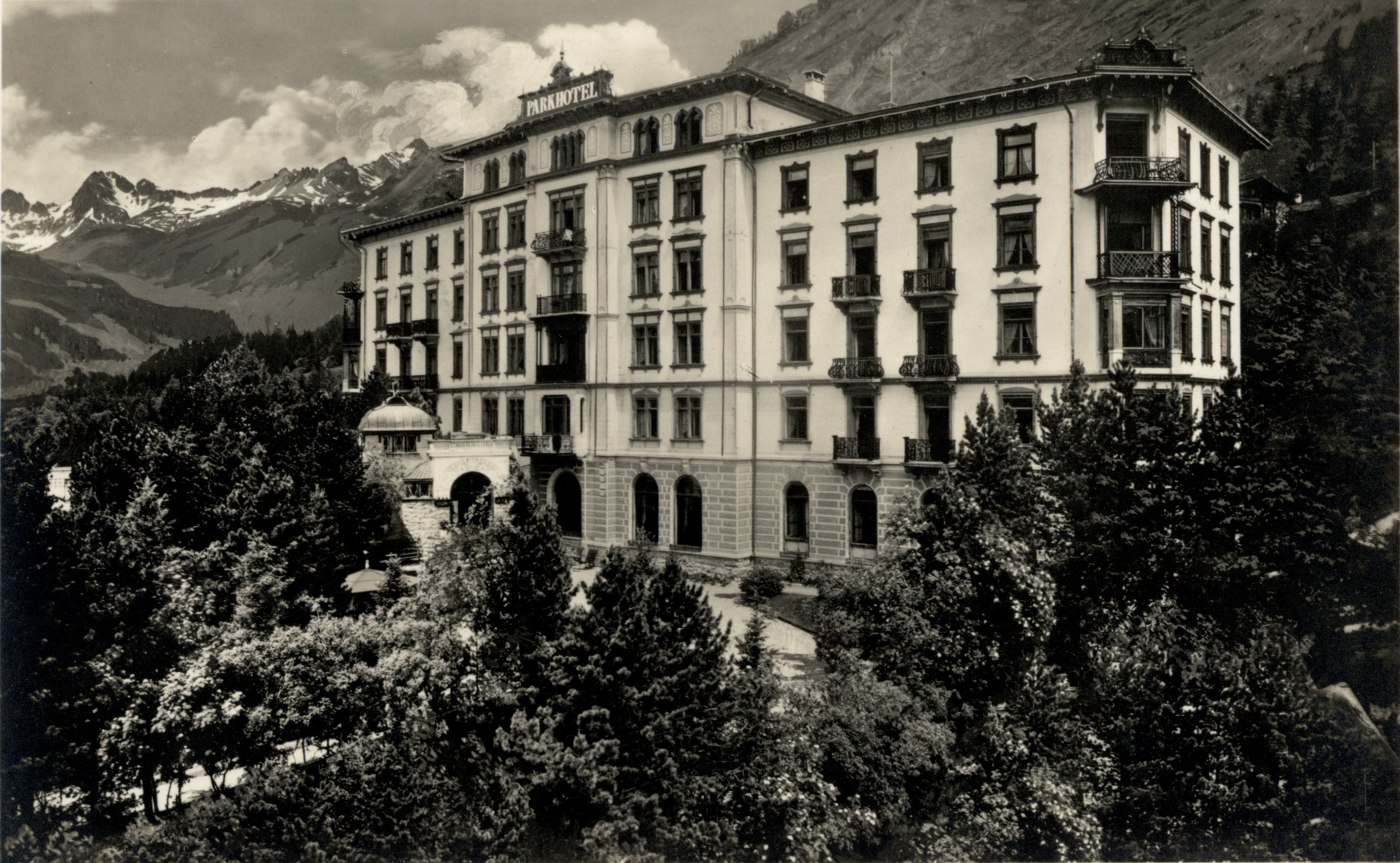
Parkhotel, Pontresina, um 1900
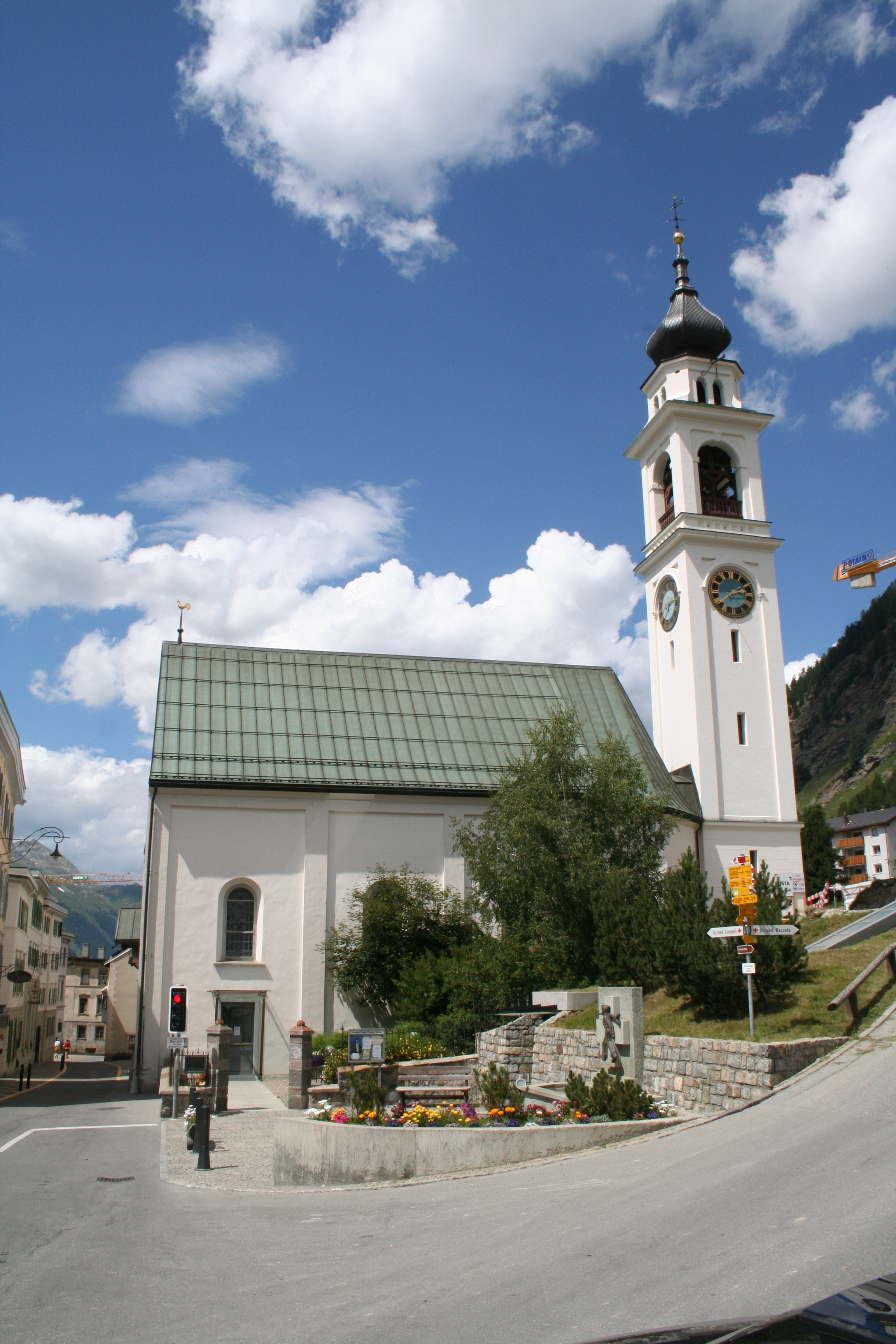
San Niculò in Pontresina